# Henri Pottier (architecte)
Ne doit pas être confondu avec Henri Pottier.
Pour les personnes ayant le même patronyme, voir Pottier.
Henri ou Henry Pottier, né à Vernon le 21 février 1912 et mort le 7 septembre 2000 à Clamart, est un architecte français.
Ses principales réalisations sont le Front-de-Seine à Paris, la nouvelle École polytechnique à Palaiseau, le stade Louis-II à Monaco, le nouvel hôpital du Val-de-Grâce ou encore l'hôpital Antoine-Béclère.

## Biographie
Fils de Désiré Pottier et de Suzanne Petit, Henri Pottier naît à Vernon le 21 février 1912. 
Sorti de l'École nationale supérieure des Beaux-Arts, diplômé architecte en 1937, Henri Pottier est premier second grand prix de Rome en 1944,. Après la Seconde Guerre mondiale, il contribue à la reconstruction des villes de Vernon et d'Évreux. Il est ensuite professeur et chef d'atelier à l'École nationale supérieure des beaux-arts, de 1951 à 1955.
Il s'associe en 1959 à l'architecte Raymond Lopez pour le projet d'aménagement du Front-de-Seine à Paris selon une conception moderne d'urbanisme inspirée de la Charte d'Athènes. Cette réalisation est controversée pour ce type de conception superposant les fonctions circuler, travailler, habiter.
Henri Pottier réalise ensuite notamment la nouvelle École polytechnique sur le site de Palaiseau, le restaurant universitaire rue Censier à Paris, le stade Louis-II à Monaco, l'auditorium Maurice-Ravel à Lyon, le nouvel hôpital du Val-de-Grâce à Paris en 1980. Il réalise également le centre hospitalier universitaire Antoine-Béclère de Clamart, la piscine olympique de Colombes, La Prairie à Vaucresson, pour laquelle il reçoit le prix Beauté de Paris et d'Île-de-France en 1966, le centre parisien des congrès internationaux.
Il est nommé chevalier de la Légion d'honneur. Il avait épousé Odette Dulac (1917-2007) dont il eut trois enfants.

## Distinctions
- Officier de l'ordre de Saint-Charles
- Chevalier de la Légion d'honneur
- Officier de l'ordre national du Mérite

## Détail des réalisations
| Réalisation                                        | Ville                   | Fonction                                 | Date achèvement |
| -------------------------------------------------- | ----------------------- | ---------------------------------------- | --------------- |
| Hôtel de préfecture de l'Eure                      | Évreux                  | Services administratifs de la préfecture |                 |
| Résidence le Chantereine                           | Vernon                  | Résidentiel et commerces                 |                 |
| Îlot Pasteur,                                      | Vernon                  | Résidentiel et commerces                 | 1953            |
| École maternelle, rue du Vieux-Château             | Vernon                  | Éducation                                | 1951            |
| Piscine du quai Garnuchot                          | Vernon                  | Sports et loisirs                        | 1952            |
| Collège (actuel) Ariane                            | Vernon                  | Éducation                                | 1934            |
| Lycée de la côte d'Ivry (Georges-Dumézil en 1991)  | Vernon                  | Éducation                                | 1967            |
| Hôpital Saint-Louis                                | Vernon                  | Centre Hospitalier                       |                 |
| Filature Meyer                                     | Saint-Marcel            | Industrie textile                        | 1952            |
| Salle de la Goutte de lait                         | Vernon                  | Extension à vocation médico-sociale      | 1945            |
| Tour-clocher de l'église Saint-Martin              | Pressagny-l'Orgueilleux |                                          | 1956            |
| Complexe urbain Charras, dont la tour Les Poissons | Courbevoie              | Bureaux / Résidentiel                    | 1970            |
| Piscine olympique                                  | Colombes                | Sports et loisirs                        |                 |
| Résidence Stalingrad                               | Colombes                | Habitat social                           |                 |
| École Jean-Jacques-Rousseau                        | Colombes                | Éducation                                |                 |
| Chapelle Saint-Bernard                             | Colombes                | Chapelle                                 | 1965            |
| Immeuble de l'Europe                               | Colombes                | Immeuble de grande hauteur               |                 |
| Maison des jeunes et de la culture                 | Colombes                | Éducation populaire                      |                 |
| Hôpital Antoine-Béclère                            | Clamart                 | Centre hospitalier                       |                 |
| Collège Jean-Moulin                                | Meudon-la-Forêt         | Éducation                                | 1976            |
| La Prairie                                         | Vaucresson              | Logement                                 |                 |
| Centre hospitalier universitaire Henri-Mondor      | Créteil                 | Centre hospitalier                       | 1969            |
| Front-de-Seine                                     | Paris                   | Immeubles de grande hauteur              |                 |
| Hôpital du Val-de-Grâce                            | Paris                   | Centre hospitalier                       |                 |
| Village suisse                                     | Paris                   |                                          | 1964            |
| Ambassade de la RFA                                | Paris                   |                                          | 1963            |
| Restaurant universitaire Censier                   | Paris                   | Restaurant universitaire                 |                 |
| Mutuelle des architectes                           | Paris                   | Siège social                             |                 |
| École polytechnique                                | Palaiseau               | Enseignement supérieur                   |                 |
| Auditorium Maurice-Ravel                           | Lyon                    | Auditorium                               | 1975            |
| Stade Louis-II                                     | Monaco                  | Stade de football et omnisport           |                 |
| Rénovation du Casino de Monte-Carlo                | Monaco                  | Jeux d'argent                            |                 |
| Sporting d'été de Monte-Carlo                      | Monaco                  | Sports et loisirs                        | 1974            |